# Struma
För andra betydelser, se Struma (olika betydelser).
Struma innebär att sköldkörteln är förstorad (hypertrofi), vilket innebär att det är ett slags organomegali. Förstoringen kan vara knölig eller diffus, och uppkomma på ena eller båda sidorna.
Struma definieras för kvinnor som att sköldkörteln är större än 18 ml och för män att den är större än 25 ml.

## Orsaker
Orsaker till struma är jodbrist, giftstruma, Graves sjukdom (Basedows sjukdom), adenom i tyreoidea, eller genetiska faktorer. Struma med eller utan giftstruma förekommer ofta vid akromegali. Även miljöfaktorer kan bidra. Vid struma kan sköldkörteln ha underfunktion, överfunktion eller normal funktion.

## Grader
Det finns tre olika grader av sköldkörtelförstoring:
- grad I: förstoringen kan kännas, men syns bara då patienten lutar huvudet bakåt
- grad II: synligt förstorad sköldkörtel

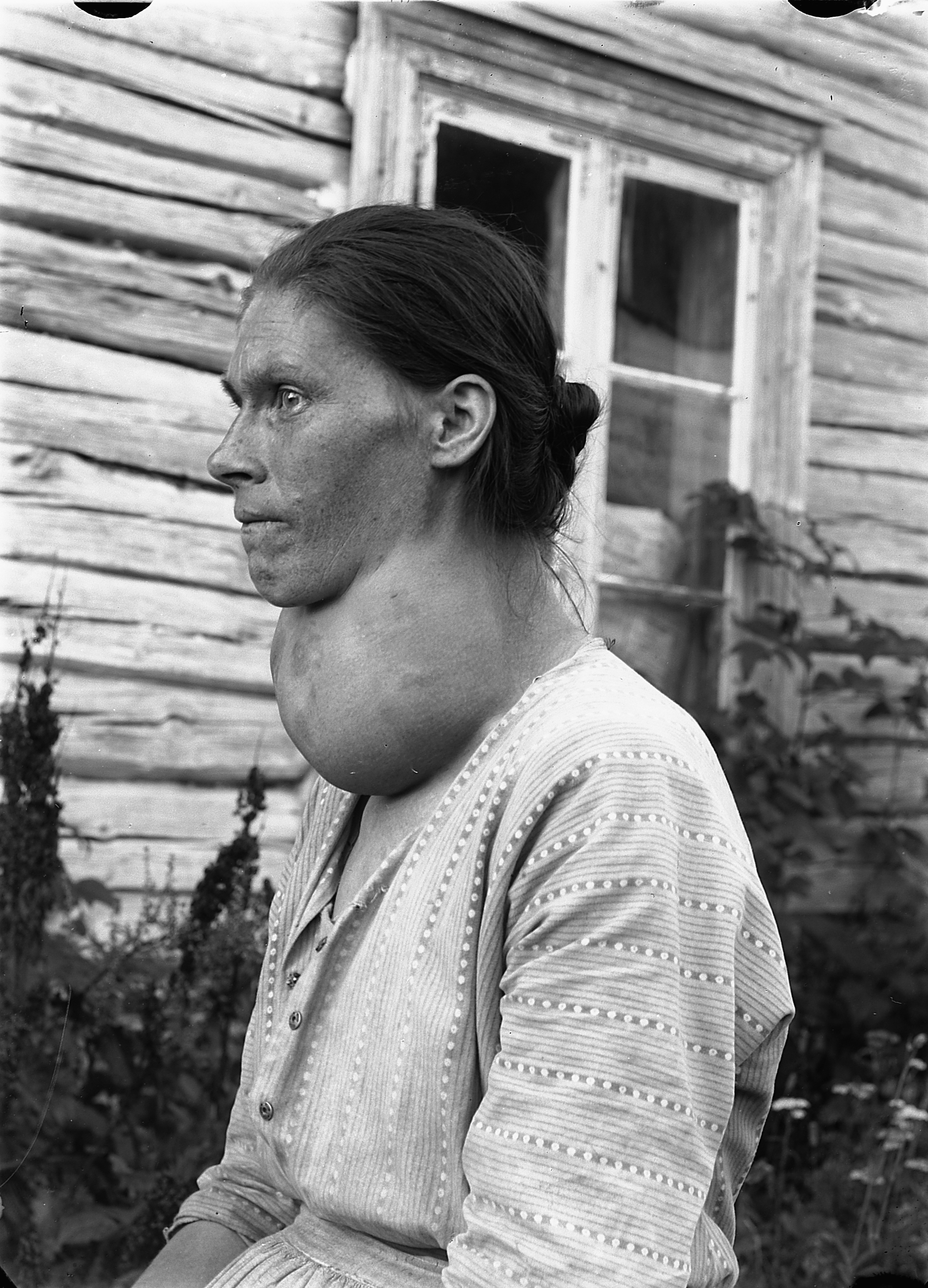
Norsk kvinna med grad III-struma, sjukdomen var vanlig i inlandsnorge där inte mycket fisk (innehåller jod) fanns.

- Norsk kvinna med grad III-struma, sjukdomen var vanlig i inlandsnorge där inte mycket fisk (innehåller jod) fanns.grad III: stor sköldkörtel, samtidigt symtom: dyspné (andnöd), dysfagi (sväljsvårigheter)

## Symptom
Struma kan ofta konstateras genom att titta på halsen. Sväljsvårigheter, obehagskänsla och heshet kan förekomma. Detta på grund av tillväxten av sköldkörteln och det tryck som då kan utövas på matstrupen. Även luftstrupen kan vara tilltryckt.

## Undersökning
Finnålspunktion för cytologi och scintigrafi av sköldkörteln bör göras. Scintigrafi gör att områden med minskat och ökat jodupptag visualiseras. Tyreoideastimulerande hormon (TSH) och tyroxin (T4) mäts i blodprov.
En diffus struma är en (inte helt säker) indikation på till exempel Basedows sjukdom eller tidig jodbrist, medan en nodulär struma ("knölstruma") indikerar till exempel toxisk multinodulär struma, sköldkörteladenom eller stor struma av jodbrist Struma är också ett symtom på Jod-Basedows sjukdom och Wolff-Chaikoffs effekt, två olika tillstånd som beror på för stort intag av jod.

## Behandling
Ofta behövs ingen behandling då farliga sjukdomar kunnat uteslutas. Kirurgi görs ibland vid mycket förstorad sköldkörtel (grad III).